# Nemzetközi Asztronautikai Szövetség

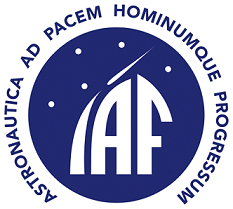
Az IAF logója

A Nemzetközi Asztronautikai Szövetség (IAF), egy Párizsban székelő nemzetközi szervezet, amelyet 1951-ben alapítottak civil szervezetként, hogy kapcsolatot  alakítsanak ki a világ tudósai közt között szerte a világon, és,hogy információkat gyujtsenek a nemzetközi űrügyi együttműködés érdekében. Több mint 390 tagja van a világ 68 országából.
Az IAF szervezi az éves Nemzetközi Asztronautikai Kongresszust (IAC).

## Története
A második világháború után Heinz Gartmann, Gunter Loeser és Heinz-Hermann Koelle megalapította a Német Rakétatársaságot. Megkeresték a brit Interplanetary Society-t és az Astronautique Francaise Groupement-et. 
A francia csoport vezetője, Alexandre Ananoff 1950 szeptemberében Párizsban szervezte meg az első nemzetközi asztronautikai kongresszust.
1951 szeptemberében a Londonban megrendezett második kongresszuson alapították meg a Nemzetközi Asztronautikai Szövetséget; és 1952-ben a stuttgarti, harmadik kongresszuson elfogadták az IAF alkotmányát, és a szervezetet a svájci törvények alapján nyilvántartásba vették.

## Fordítás
- Ez a szócikk részben vagy egészben  az   International Astronautical Federation című angol Wikipédia-szócikk fordításán alapul.  Az eredeti cikk szerkesztőit annak laptörténete sorolja fel. Ez a jelzés csupán a megfogalmazás eredetét és a szerzői jogokat jelzi, nem szolgál a cikkben szereplő információk forrásmegjelöléseként.